# Гасташева, Наталья Казбулатовна
Наталья Казбулатовна Гасташева (род. 3 января 1940, Терек, Кабардино-Балкарская АССР) — советская и российская певица (лирико-колоратурное сопрано), педагог, народная артистка РСФСР.

## Биография
Наталья Казбулатовна Гасташева родилась 3 января 1940 года в Тереке Кабардино-Балкарской АССР. В 1957 году после окончания средней школы поступила в Нальчикское музыкальное училище. В 1960—1965 годах училась в Саратовской консерватории им. Л. В. Собинова по специальности «оперная певица».
В 1965 году вернулась в Нальчик, стала солисткой ансамбля танца «Кабардинка». Гастролировала по СССР и за рубежом. В 1968 году гастролировала в странах Северной Африки (Алжир, Тунис, Марокко, Ливия).
В 1969 году перешла в лекторийную группу Кабардино-Балкарской госфилармонии. Работала с сольными концертами. Была особенно популярной певицей в 1970—1980-х годах.
С 1992 года преподаёт в Северо-Кавказский государственный институт искусств (заведующая кафедрой вокального искусства, с 1995 года — профессор). Среди её учиников: Л. Кулова, Е. Филимонова, Л. Петриченко, А. Шидакова, И. Ашхотов, А. Узденов. По её инициативе на базе СКГИИ был создан Северо-Кавказский Открытый конкурс вокалистов, который позже получил её имя.
Была парторгом филармонии, членом рескома профсоюзов, членом президиума Совета женщин, членом общественного Совета при Президенте (2002—2003). Избиралась депутатом Верховного Совета КБАССР 9-го и 10-го созывов (1975—1980 и 1980—1985).

## Награды и премии
- Правительственные грамоты Ростовской, Липецкой, Астраханской, Волгоградской, Тюменской областей, Краснодарского, Красноярского краев.
- Грамоты Парламента КБР и дважды Правительства КБР.
- Лауреат Ленинского комсомола Кабардино-Балкарии.
- Заслуженная артистка КБР (1971).
- Заслуженная артистка РСФСР (1975).
- Лауреат Государственной премии КБР (1972).
- Народная артистка РСФСР (1980).
- Медаль Международной Черкесской организации (2005).
- Серебряная медаль ЮНЕСКО (2017).

## Оперные партии
- «Свадьба Фигаро» Моцарта — Керубино
- «Мадина» М. Балова и X. Карданова — Мадина